# 196A busz (Budapest)
A budapesti 196A jelzésű autóbusz Újpalota, Szentmihályi út és Újpest-városkapu metróállomás (Temesvári utca) között közlekedik. A viszonylatot az ArrivaBus üzemelteti.

## Története
A 2008-as paraméterkönyv bevezetésekor a 96A busz jelzése 196A-ra változott. 2021. szeptember 4-étől hétvégente és ünnepnapokon az autóbuszokra kizárólag az első ajtón lehet felszállni, ahol a járművezető ellenőrzi az utazási jogosultságot. 2023. február 1-jétől az autóbuszok megállnak a Víztorony megállóhelyen is. 2025. május 12-étől munkanapokon 20 óra után is kizárólag az első ajtón lehet felszállni.

## Útvonala
Az autóbusz a Szentmihályi úti végállomásról elindulva végighalad az Újpalotai lakótelepen, majd a Rákospalotai köztemető után kifordul a Szentmihályi útra. A Hubay Jenő teret elérve a Árpád úti felüljárón halad tovább, majd az újpesti Árpád úton keresztül éri el Újpest központi részét, és érkezik az M3-as metróvonal Újpest-városkapu állomása melletti végállomására.
| Újpest, Fóti út felé | Újpalota, Szentmihályi út felé |
| --- | --- |
| Újpalota, Szentmihályi út vá. – Erdőkerülő utca – Zsókavár utca – Fő tér – Nyírpalota út – Páskomliget utca – Bánkút utca – Szentmihályi út – Illyés Gyula utca – Hubay Jenő tér – Árpád út – Temesvári utca – Újpest-városkapu M (Temesvári utca) vá. | Újpest-városkapu M (Temesvári utca) vá. – Temesvári utca – Árpád út – Hubay Jenő tér – Illyés Gyula utca – Szentmihályi út – Bánkút utca – Páskomliget utca – Nyírpalota út – Fő tér – Zsókavár utca – Erdőkerülő utca – Újpalota, Szentmihályi út vá. |

## Megállóhelyei
Az átszállás kapcsolatok között az azonos, de hosszabb útvonalon közlekedő 196-os busz nincs feltüntetve.
| 0  | Újpalota, Szentmihályi út végállomás            | 21 | 46, 96, 130, 146, 175, 296, 296A |
| 0  | Erdőkerülő utca 28. (↓) Erdőkerülő utca 27. (↑) | 20 | 46, 96, 130, 146, 296, 296A |
| 2  | Zsókavár utca (↓) Erdőkerülő utca (↑)           | 19 | 46, 96, 130, 146, 296, 296A 69 |
| 3  | Fő tér                                          | 18 | 7, 7E, 8E, 46, 96, 108E, 130, 133E, 146, 296, 296A 69 |
| 4  | Vásárcsarnok                                    | 16 | 7, 7E, 8E, 46, 96, 108E, 130, 133E, 146, 296, 296A 69 |
| 5  | Sárfű utca                                      | 15 | 96, 130, 296, 296A 69 |
| 6  | Bánkút utca (↓) Páskomliget utca (↑)            | 14 | 96, 130, 296, 296A |
| 7  | Rákospalotai köztemető                          | 12 | 130, 231, 231B |
| 9  | Bezerédj Pál utca                               | 10 | 225, 231, 231B |
| 10 | Illyés Gyula utca                               | 9  | 5, 96, 124, 225, 231, 231B, 296, 296A |
| 11 | Beller Imre utca                                | 7  | 96, 124, 225, 296, 296A |
| 13 | Hubay Jenő tér                                  | ∫  | 25, 96, 104, 104A, 124, 125, 170, 204, 225, 296, 296A |
| 14 | Víztorony                                       | 6  | 25, 104, 104A, 121, 170, 204, 270 |
| 15 | Árpád Kórház                                    | 5  | 25, 104, 104A, 170, 204, 270 308, 309, 310, 313, 314, 315, 316, 318, 319, 320, 321 |
| 17 | Árpád üzletház                                  | 4  | 20E, 25, 104, 104A, 120, 170, 204, 220, 270 |
| 19 | Újpest-központ M                                | 2  | 25, 30, 30A, 104, 104A, 120, 147, 170, 204, 220, 230, 270 12, 14 308, 309, 310, 313, 314, 315, 316, 317, 318, 319, 320, 321                                                              |
| ∫  | Újpest-városkapu M                              | 0  | 104, 104A, 204 |
| 21 | Újpest-városkapu M (Temesvári utca) végállomás  | 0  | 121, 122E 300, 302, 303, 305, 308, 309, 310, 312, 313, 314, 315, 316, 318, 319, 320, 321, 872, 880, 882, 883, 884, 889, 890, 893 1010, 1011, 1013, 1014 S72 Z72 S76 (Újpest megállóhely) |